# 27172 Brucekosaveach
27172 Brucekosaveach este o planetă minoră (asteroid), cu un diametru de 5,828 km, din centura de asteroizi. A fost descoperită pe 15 ianuarie 1999 la Stația Anderson Mesa de Lowell Observatory Near-Earth-Object Search. 
Obiectul prezintă o orbită caracterizată de o semiaxă mare de 2,5930671 UAi, o excentricitate de 0,09, o înclinație de 13,28814 ° în raport cu ecliptica.